# Teatro Colón

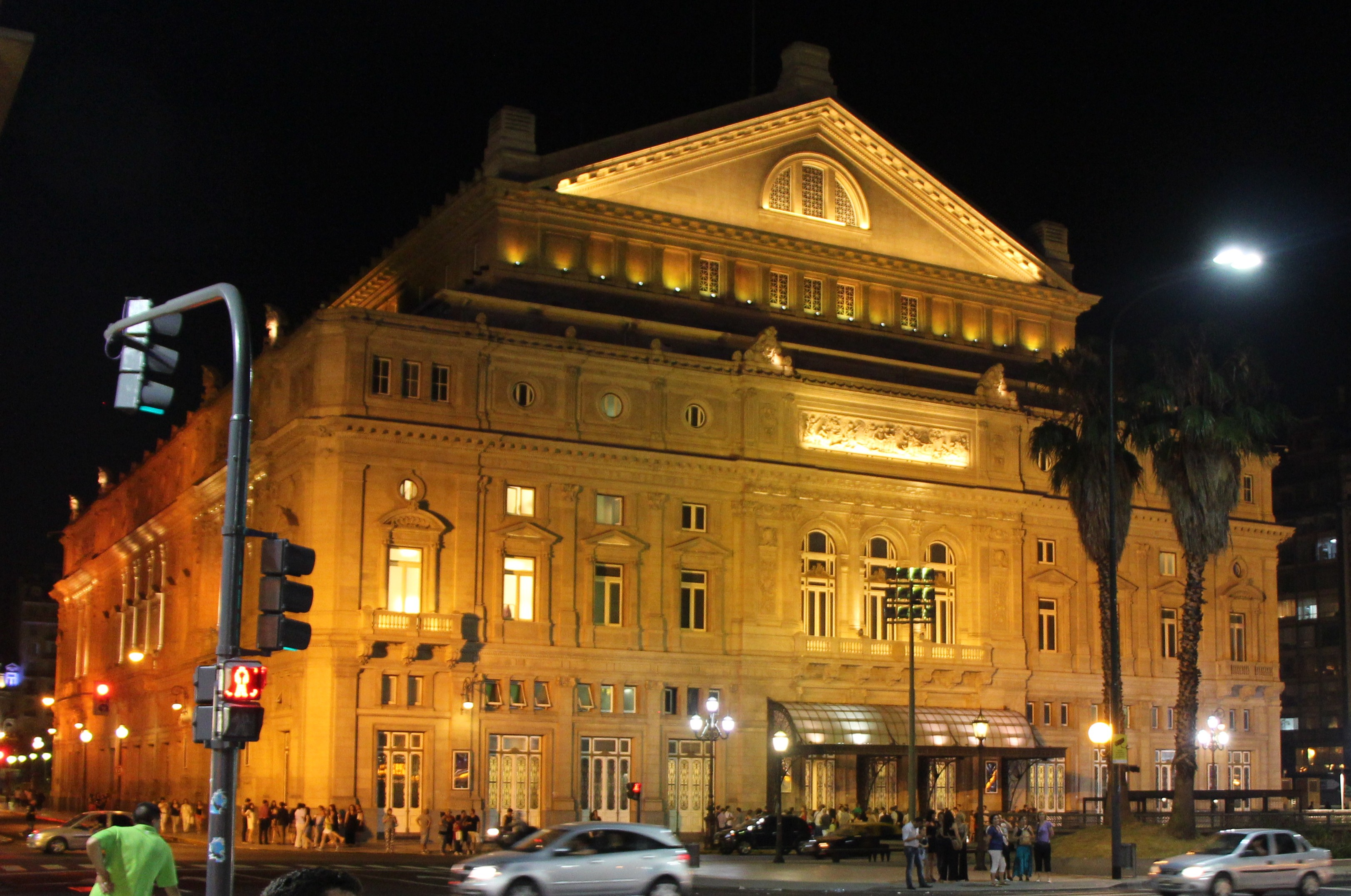
Teatro Colón ban đêm

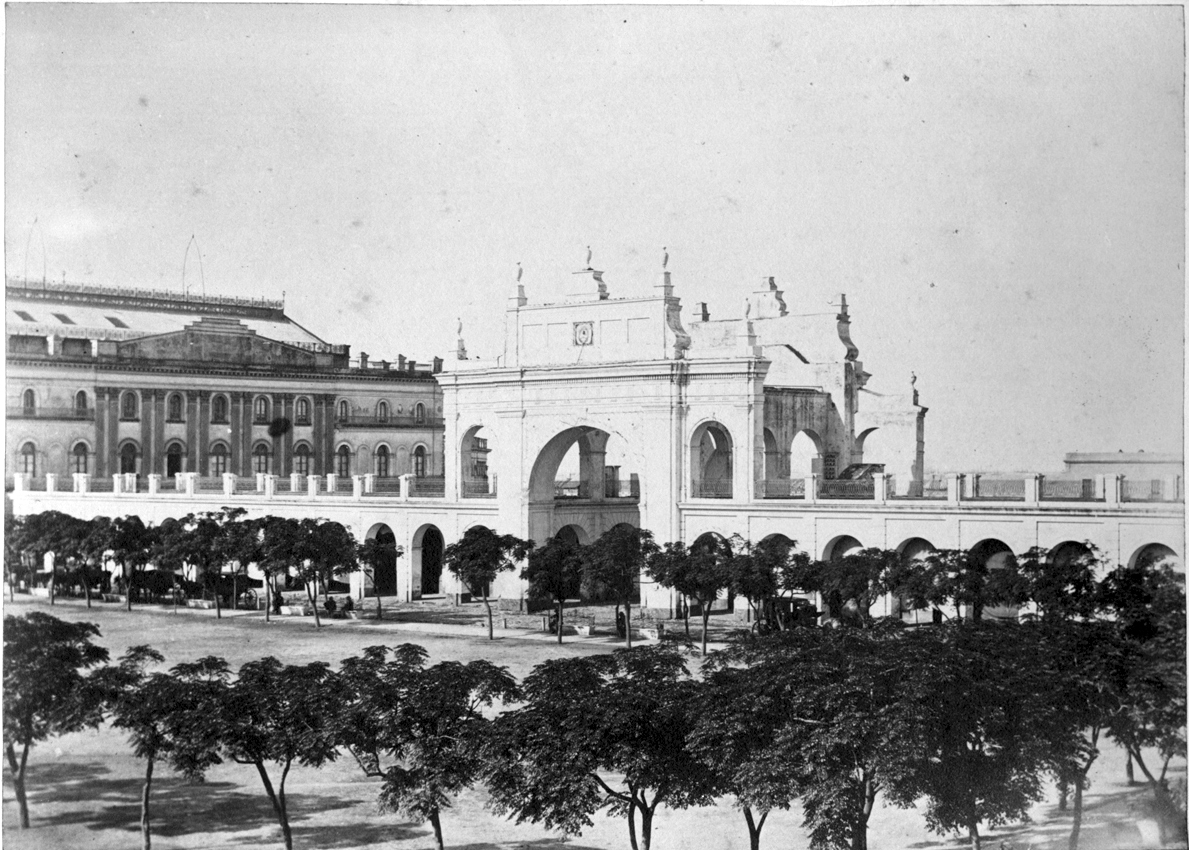
Hình ảnh năm 1864 của Teatro Colón (bên trái) và quảng trường Plaza de Mayo cũ, cả hai đều bị phá hủy.

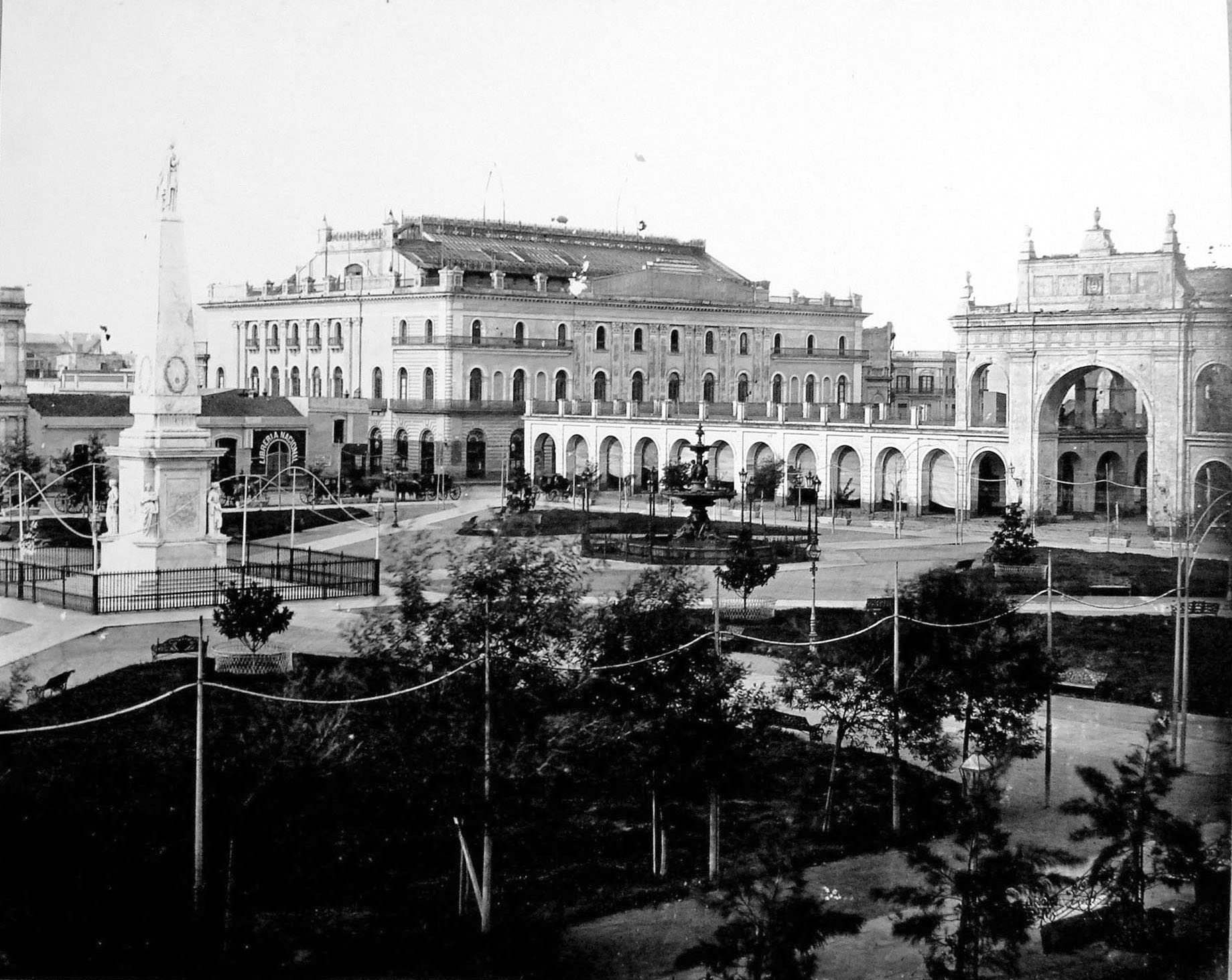
Nhà hát đầu tiên (trái), trước Plaza de Mayo năm 1881, ảnh của Alexander Witcomb.

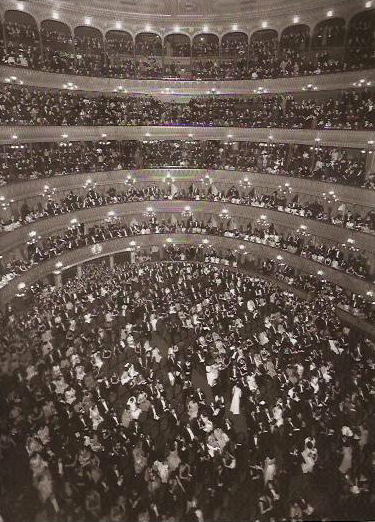
Buổi chiếu ra mắt năm 1935

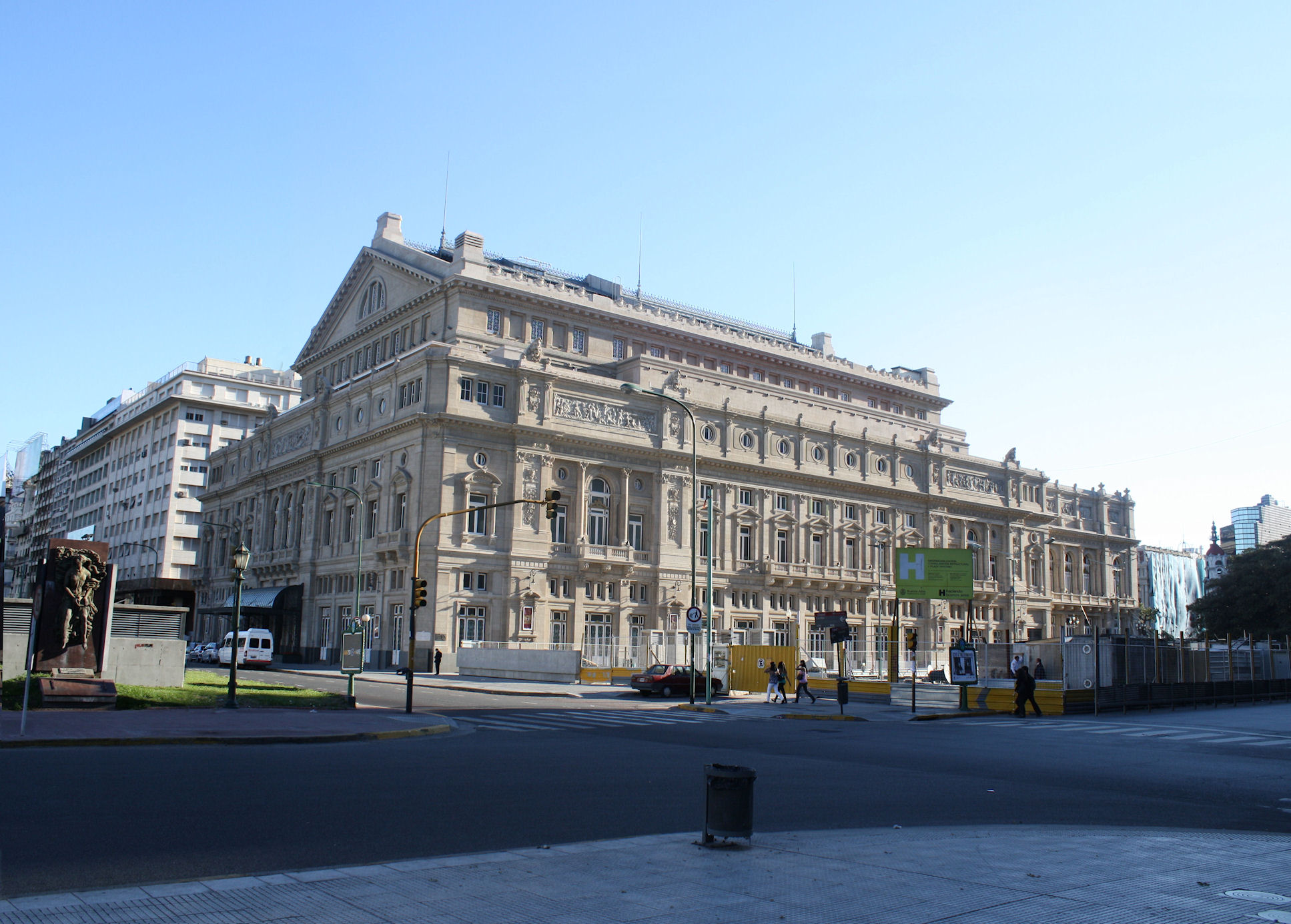
Teatro Colón, 2010

Teatro Colón (còn gọi là Columbus Theatre, tiếng Tây Ban Nha có nghĩa là nhà hát Columbus) là nhà hát opera chính tại Buenos Aires, Argentina. Nó được National Geographic xếp hạng nhà hát opera tốt thứ ba trên thế giới, và được coi là một trong năm địa điểm tổ chức hoà nhạc tốt nhất trên thế giới. Các địa điểm khác là Konzerthaus của Berlin, Musikverein của Viên, Concertgebouw của Amsterdam, và Symphony Hall của Boston.
Colón hiện nay thay thế một rạp hát cũ nguyên thủy được khai trương vào năm 1857. Đến cuối thế kỷ đó nhu cầu cần có một nhà hát mới, và sau một quá trình 20 năm, nhà hát hiện nay mở cửa vào ngày 25 tháng 5 năm 1908, với vở Aïda của Giuseppe Verdi.
Teatro Colón đã được các ca sĩ và các công ty opera hàng đầu đến biểu diễn, và đôi khi đi đến các thành phố khác bao gồm Montevideo, Rio de Janeiro và São Paulo.
Sau thời kỳ thành công rộng lớn trên trường quốc tế, sự suy giảm của nhà hát đã trở nên rõ ràng và kế hoạch đã được thực hiện cho việc tân trang lớn. Sau khi bắt đầu công tác khôi phục năm 2005, nhà hát đã đóng cửa để nâng cấp từ tháng 10 năm 2006 đến tháng 5 năm 2010. Nhà hát này được mở lại vào ngày 24 tháng 5 năm 2010, với một chương trình cho cả năm 2010.

## Thư viện ảnh

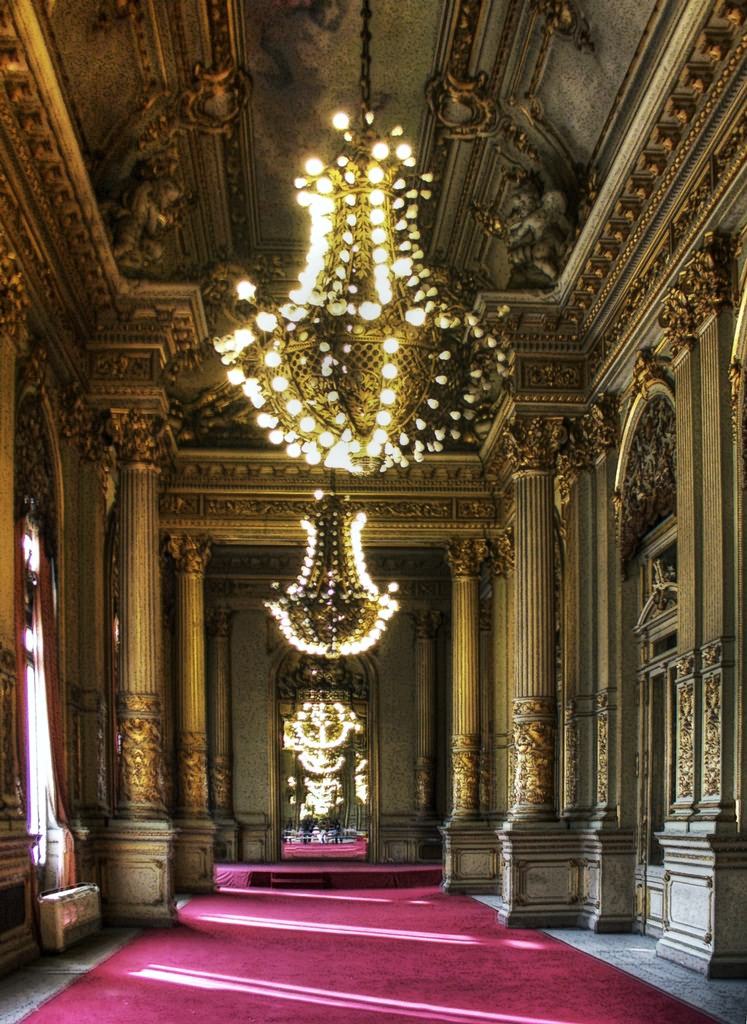
The Golden Room (Salón Dorado)
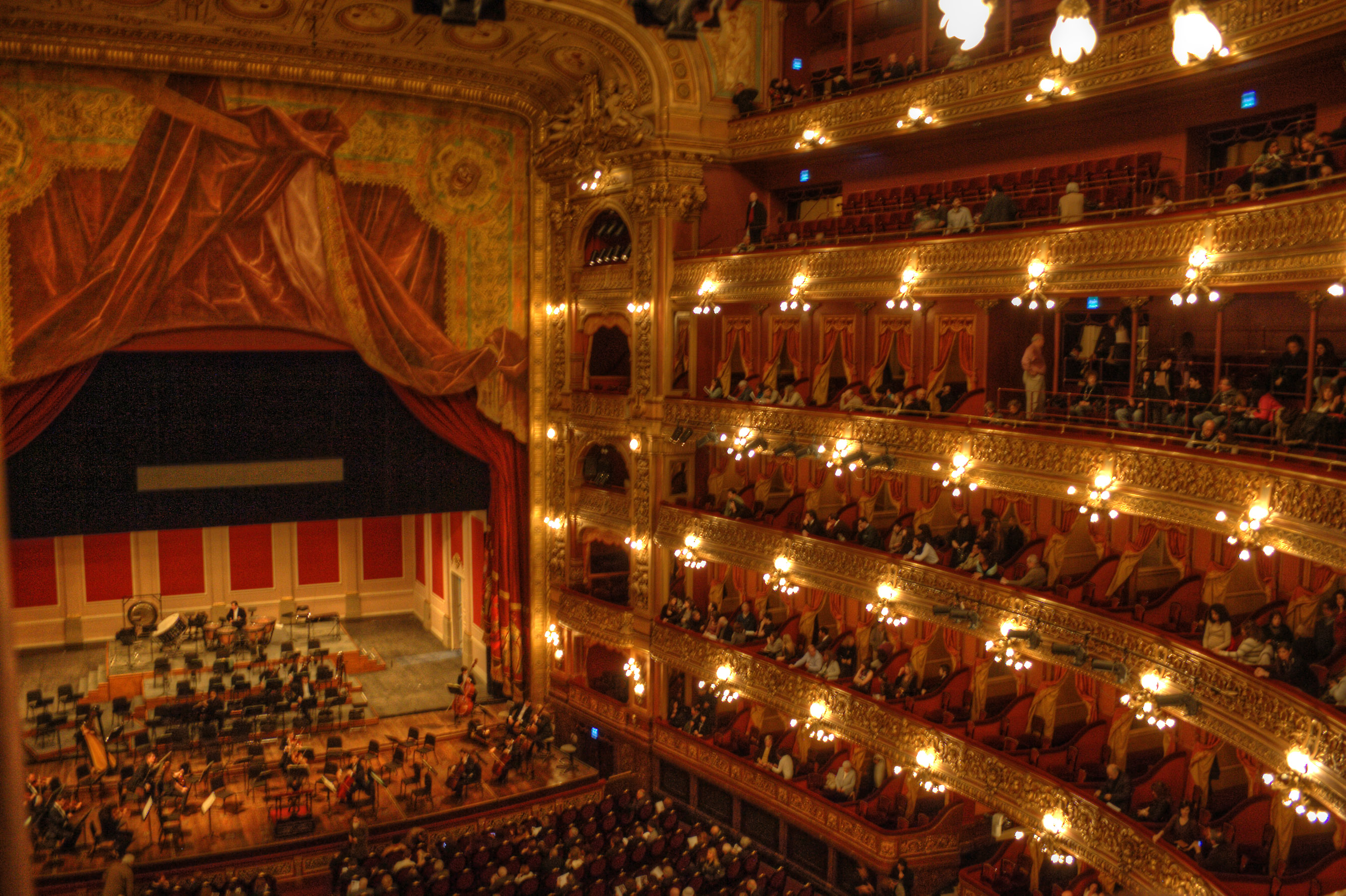
Phòng hòa nhạc và sân khấu
Những bức tranh tường khắc họa giả tưởng của Raúl Soldi
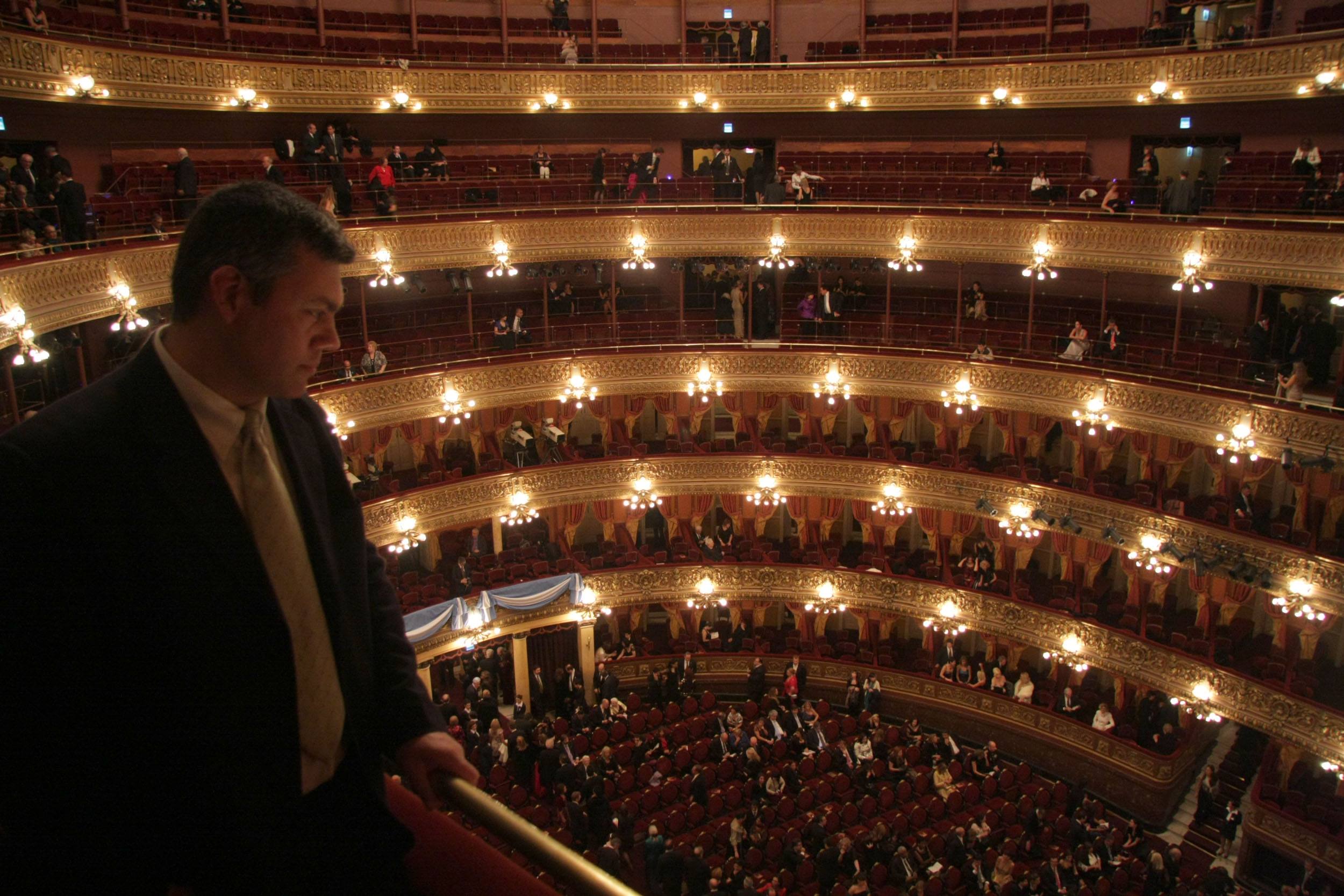
Ban công
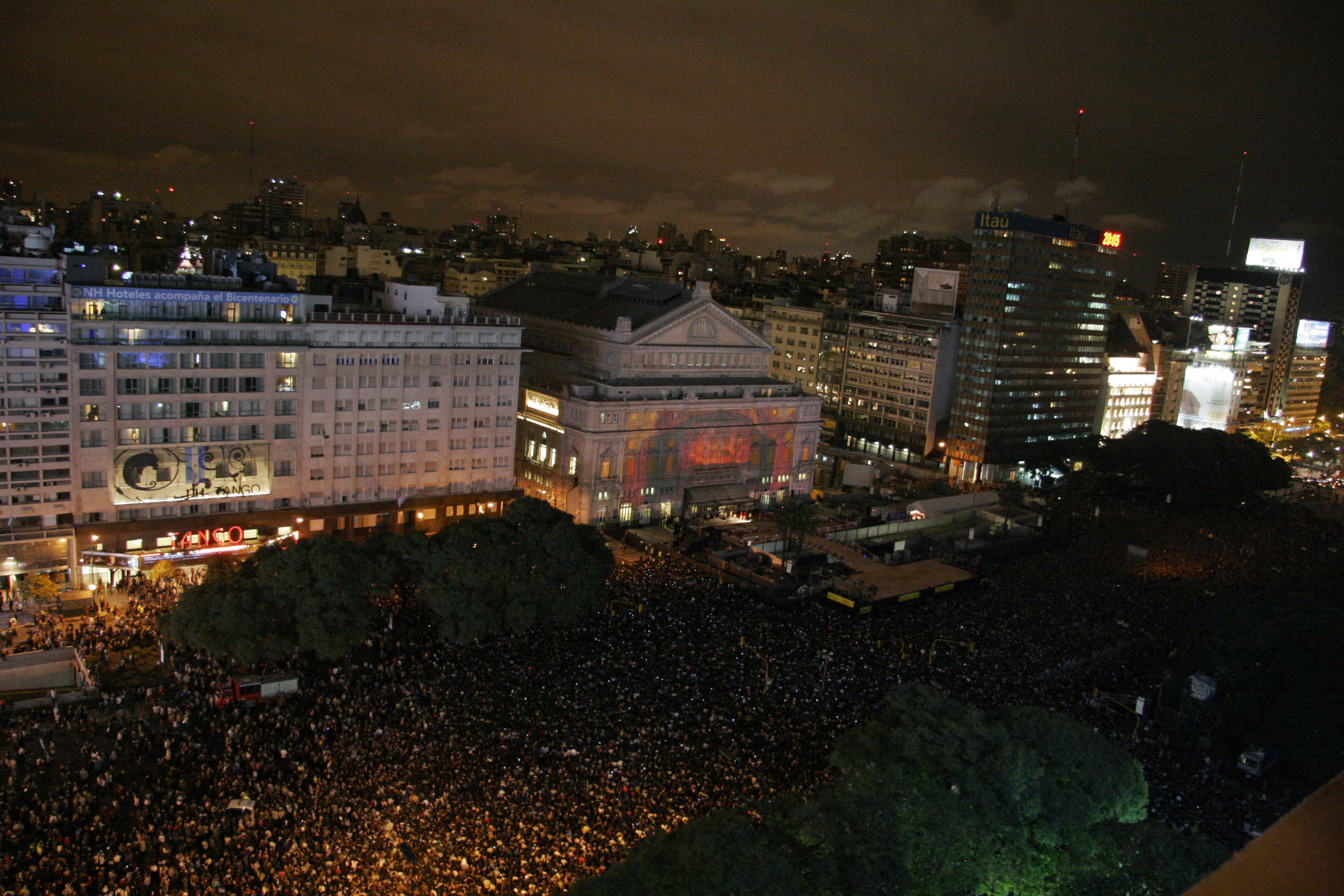
Lễ kỷ niệm mở lại nhà hát
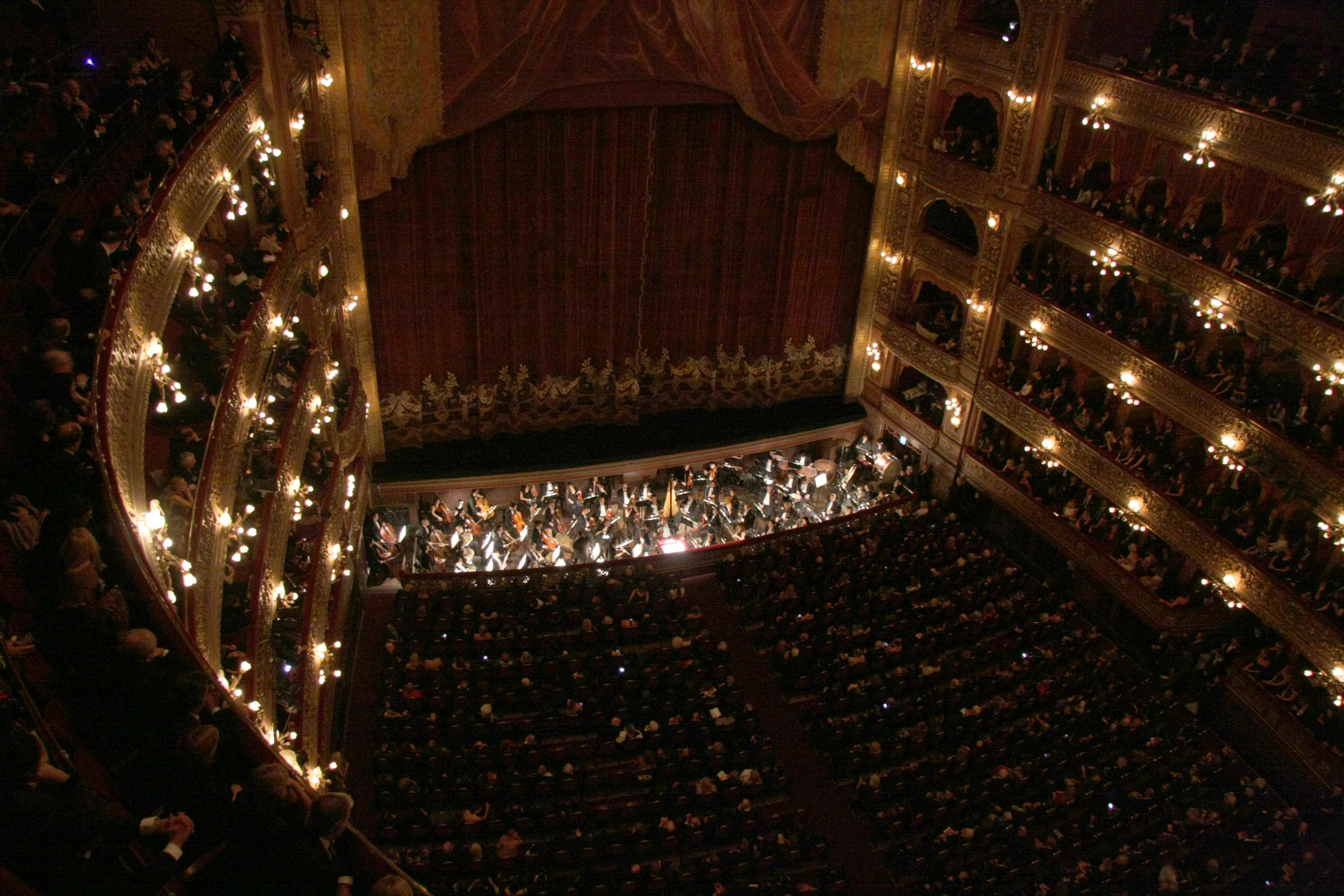
Gala mở lại nhà hát
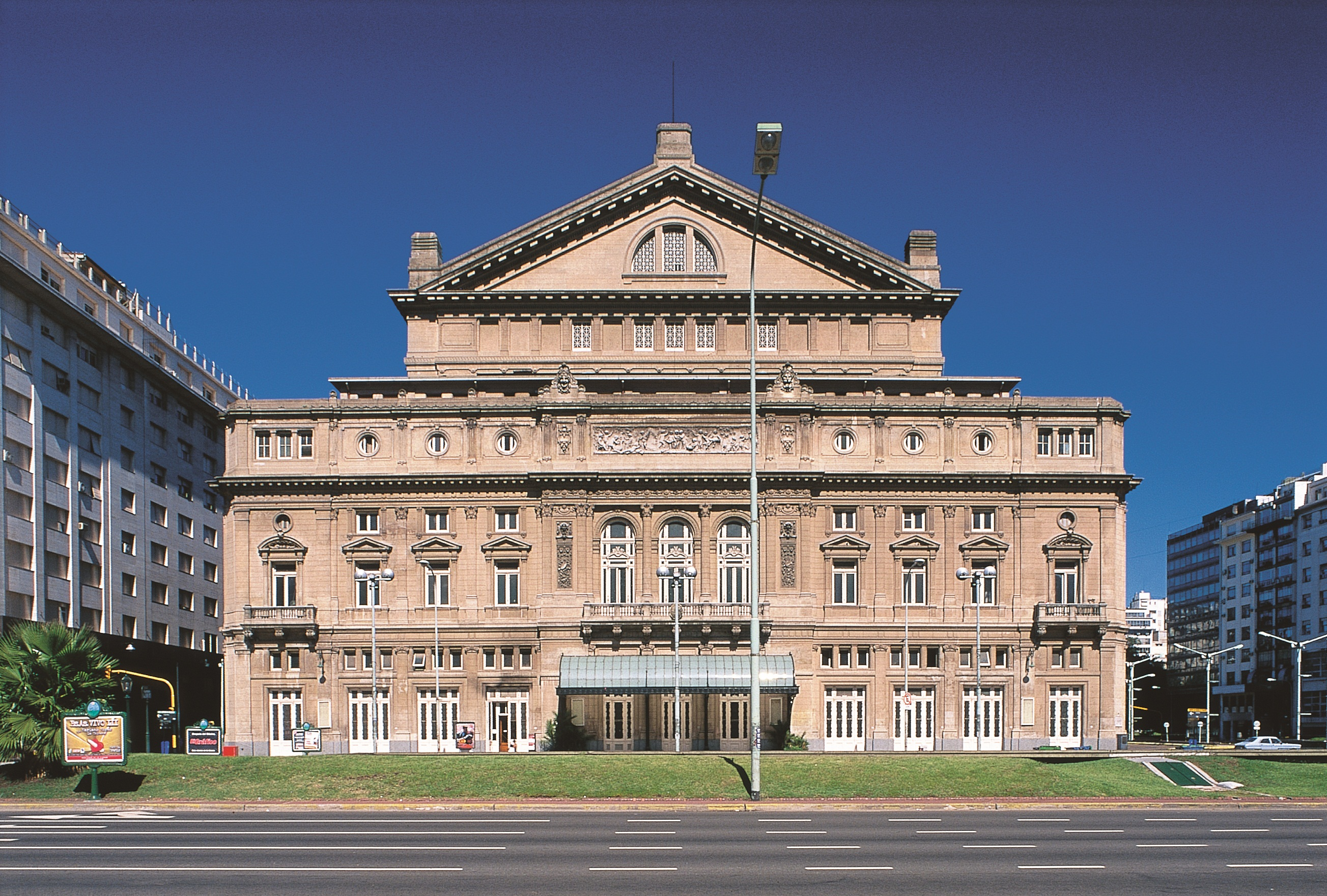